# HIP 71135
HIP 71135 — одиночная звезда в созвездии Волка на расстоянии приблизительно 106 световых лет (около 32,4 парсек) от Солнца. Видимая звёздная величина звезды — +10,54m.
Вокруг звезды обращается, как минимум, одна планета.

## Характеристики
HIP 71135 — красный карлик спектрального класса M1. Масса — около 0,68 солнечной, радиус — около 0,669 солнечного, светимость — около 0,124 солнечных. Эффективная температура — около 3972 K.

## Планетная система
В 2019 году группой астрономов у звезды обнаружена планета HIP 71135 b.
В 2019 году учёными, анализирующими данные проектов HIPPARCOS и Gaia, у звезды обнаружена планета HIP 71135 c.